# Cissus duboisii
Cissus duboisii är en vinväxtart som beskrevs av J. Dewit. Cissus duboisii ingår i släktet Cissus och familjen vinväxter. Inga underarter finns listade i Catalogue of Life.